# Stenocercus imitator
Stenocercus imitator är en ödleart som beskrevs av  John E. Cadle 1991. Stenocercus imitator ingår i släktet Stenocercus och familjen Tropiduridae. IUCN kategoriserar arten globalt som livskraftig.
Artens utbredningsområde är Peru. Inga underarter finns listade i Catalogue of Life.